# Nâm N'Đir
Nâm N'Đir là một xã thuộc huyện Krông Nô, tỉnh Đắk Nông, Việt Nam.

## Địa lý
Xã Nâm N'Đir nằm ở phía nam huyện Krông Nô, có vị trí địa lý:
- Phía đông giáp tỉnh Đắk Lắk với ranh giới là sông Krông Nô
- Phía tây giáp xã Nâm Nung
- Phía nam giáp xã Đức Xuyên và các huyện Đắk Glong, Đắk Song
- Phía bắc giáp xã Đắk Drô.

Xã có diện tích 144,09 km², dân số năm 2003 là 5.154 người, mật độ dân số đạt 36 người/km².

## Lịch sử
Xã Nâm N'Đir được thành lập vào ngày 29 tháng 8 năm 2003 trên cơ sở 14.409 ha diện tích tự nhiên và 5.154 người của xã Nam Nung.